# Metro Cross
Metro Cross (Japans: メトロクロス) is een computerspel dat werd ontwikkeld en uitgegeven door Namco. Het spel kwam in 1985 als eerste uit als arcadespel. Een jaar later kwam het uit voor de Nintendo Entertainment System om vervolgens twee jaar later op andere populaire homecomputers te verschijnen. In het spel speelt de speler een skateboarder. De bedoeling is om obstakels te ontwijken en het einde van het level te halen. Bij hogere levels wordt het spel moeilijker doordat er meer obstakels optreden.

## Platforms
| Jaar | Platform                                         |
| ---- | ------------------------------------------------ |
| 1985 | Arcade                                           |
| 1986 | NES                                              |
| 1987 | Amstrad CPC, Atari ST, Commodore 64, ZX Spectrum |

Het spel maakte ook onderdeel uit van:
- Namco Museum Vol.5 (2009)
- Namco Museum: Virtual Arcade (2009)

## Ontvangst
| Beoordeeld door     | Platform     | Datum         | Score |
| ------------------- | ------------ | ------------- | ----- |
| Happy Computer      | Atari ST     | 1986          | 86%   |
| ATARImagazin        | Atari ST     | juni 1987     | 80%   |
| Retrogaming History | Atari ST     | 18 juni 2009  | 70%   |
| Génération 4        | Atari ST     | 1987          | 69%   |
| Commodore Force     | Commodore 64 | augustus 1993 | 41%   |